# Omar Luis
Artikeln följer den spanska namnseden; faderns efternamn är Luis och moderns efternamn Martínez.
Omar Luis Martínez, född den 15 juli 1972 i Camagüey, är en kubansk basebollspelare (pitcher) som tog guld för Kuba vid olympiska sommarspelen 1996 i Atlanta.